# Your Song Saved My Life
Your Song Saved My Life è un singolo del gruppo musicale irlandese U2, pubblicato il 3 novembre 2021. Il brano musicale è stato scritto per il film di animazione Sing 2, dove compare nei titoli di coda.

## Antefatti
Secondo la rivista Rolling Stone, la canzone richiamerebbe lo spirito delle lettere scritte, e pubblicate dalla stessa rivista, da Bono agli autori delle sessanta canzoni che gli hanno cambiato la vita.

## Anteprima
Il 1º novembre 2021, il brano musicale è stato presentato per la prima volta sulla piattaforma TikTok dove la band aveva inaugurato il proprio canale da poco tempo.

## Tracce
1. Your Song Saved My Life – 3:31

## Formazione
- Bono - voce
- The Edge - chitarra, pianoforte, sintetizzatore, cori
- Adam Clayton - basso
- Larry Mullen - batteria